# Соціально-республіканська партія
Соціа́льно-республіка́нська па́ртія (кхмер. គណបក្សសង្គមសាធារណរដ្ឋ) — політична партія, що існувала у Кхмерській Республіці від 1972 до 1975 року.
Була заснована генералом Лон Нолом у березні 1972 року. У вересні того ж року брала участь у парламентських виборах, за результатами яких здобула абсолютну більшість місць в обох палатах парламенту. Після повалення режиму Лон Нола й перемоги Червоних кхмерів у квітні 1975 року партія припинила своє існування.